# Адамс, Чарльз Фрэнсис
Чарльз Фрэ́нсис А́дамс-старший (англ. Charles Francis Adams Sr.; 18 августа 1807, Бостон — 21 ноября 1886, Бостон) — американский политик и дипломат.

## Биография
Третий сын шестого президента США Д. К. Адамса, внук второго президента США Джона Адамса. Большую часть молодости провёл в России и в Англии, учился в Бостонской латинской школе, в 1825 году окончил Гарвардский университет.
В 1829 году стал адвокатом в Бостоне, но занимался более литературой, издавая записки и корреспонденции отца и деда. В 1831 году был избран в палату представителей Массачусетса, с 1835 по 1840 годы заседал в сенате штата, в 1846 году основал журнал Boston Whig. В 1848 году Адамс выдвигался Партией свободной земли кандидатом в вице-президенты США при экс-президенте Мартине Ван Бюрене, неудачно пытавшемся вернуться в Белый дом.
В 1859 году Адамс как представитель Республиканской партии был избран в Палату представителей США от третьего избирательного округа Массачусетса, занимал в Конгрессе должность председателя комитета по промышленности. В марте 1861 года назначен Авраамом Линкольном послом в Англию, где во время Гражданской войны ему удалось два раза устранить готовившийся разлад Соединённых Штатов с Великобританией (дела Трента и «Алабамы»).
Одинаково уважаемый англичанами и соотечественниками, Адамс летом вернулся в Америку и поселился в Бостоне. Он отказался от предложения стать президентом Гарвардского университета, однако в 1869 году стал одним из членов наблюдательного совета Гарварда.
Зимой 1871-72 года он был членом третейского женевского суда по вопросу «Алабамы».
Адамс издал «Memoirs of John Quincy A.» (12 том., Филадельфия, 1874—77 г.).
Из его сыновей наиболее выдающимися были Чарльз Фрэнсис Адамс-младший (27 мая 1835 — 20 мая 1915), который отличился в Гражданской войне и известен своим политико-экономическим сочинением об американских железных дорогах «Railroads. Their origin, and problems» (2-е изд., Бостон, 1880 г.), и Генри Брукс Адамс (16 февраля 1838 — 27 марта 1918), американский писатель и историк, известен автобиографической книгой «Воспитание Генри Адамса».

## Семья
В браке с Эбигейл Браун Брукс родилось семь детей:
- Луиза Кэтрин Адамс (1831—1870) — вышла замуж за Чарльза Куна, умерла молодой.
- Джон Куинси Адамс II (1833—1894) — политик и член Палаты представителей Массачусетса от 6-го округа Норфолк.
- Чарльз Фрэнсис Адамс-младший (1835—1915) — писатель и историк, президент железной дороги Юнион Пасифик.
- Генри Брукс Адамс (1838—1918) — писатель и историк.
- Артур Джордж Адамс (1841—1846) — умер в детстве.
- Мэри Гардинер Адамс (1845—1928) — вышла замуж за доктора Генри Паркера Куинси.
- Питер Чардон Брукс Адамс (1848—1927) — юрист, адвокат, историк и политолог.